# Santiago Franco
Santiago Franco, vollständiger Name Santiago Adrián Franco Sánchez, (* 20. April 1999 in Las Piedras) ist ein uruguayischer Fußballspieler.

## Karriere
Der 1,78 Meter große Offensivakteur Franco gehörte seit 2013 der Nachwuchsabteilung von Juventud an. Bereits in der Clausura 2016 stand er im Kader der Profimannschaft des Vereins, wurde aber nicht eingesetzt. Für diese debütierte er am 20. November 2016 in der Primera División, als er von Trainer Jorge Giordano am 12. Spieltag der Spielzeit 2016 bei der 0:1-Auswärtsniederlage gegen die Rampla Juniors in die Startelf beordert wurde. Während der Saison 2016 kam er viermal (kein Tor) in der Liga zum Einsatz.